# Kathleen Coyle
Kathleen Coyle (23 octobre 1886 - 25 mars 1952) est une romancière irlandaise, surtout connue pour son travail autobiographique,.

## Jeunesse
Kathleen Coyle naît à Derry le 23 octobre 1886. Elle est l'aîné des enfants de John et Catherine Coyle (née McKenna). Catherine Coyle est née à New York, mais grandit en Irlande et a des racines irlandaises. La famille Coyle est initialement riche, mais l'autobiographie de Kathleen Coyle, The Magical Realm, détaille le déclin de leur fortune, en particulier comment son père n'avait pas d'occupation et vivait à la place de l'héritage de sa femme. John Coyle est alcoolique et meurt jeune dans la quarantaine. Coyle subit une blessure dans l'enfance qui a entraîné une boiterie permanente. Elle est principalement instruite en privé à la maison, recevant une certaine scolarité dans un couvent local. Elle passe trois semaines à la Young Ladies' Academy de Derry, mais part car sa famille ne peut pas payer les frais. En 1906, sa mère vend la maison familiale à Glendermott et déménage à Liverpool. Là-bas, elle travaille dans une bibliothèque publique. Trois ans plus tard, en 1909, les Coyle déménagent à Londres et, dans un effort pour soutenir sa famille, elle prend un emploi dans un bureau de journal. C'est pendant ce temps à Londres que Coyle rencontre Rebecca West. Celle-ci note qu'elle est « impressionnée et presque alarmée par sa dotation de sensibilité poétique. » 

## Activisme et rédaction
Coyle retourne en Irlande en 1911 et pendant son séjour en Irlande, elle s'implique dans le mouvement socialiste. Sous le nom de Selma Sigerson, Coyle co-écrit une brochure intitulée Sinn Fein and socialism avec James Connolly qui est publiée en 1919. C'est grâce à ce mouvement qu'elle rencontre son mari, Charles O'Meagher. Ils se marient en 1915 et ont un fils, Kestrel, et une fille, Michele. Ils se séparent en 1919, lorsque Coyle retourne à Londres pour vivre avec sa mère. A cette époque, Coyle est devenu active dans le mouvement suffragiste. Voulant se concentrer sur le développement d'une carrière d'écrivain, elle place ses enfants en famille d'accueil et quitte la maison de sa mère pour une chambre louée. Elle publie son premier livre, Piccadilly, en 1923. En 1923, elle s'installe à Ostende avec ses enfants, puis s'installe à Anvers, puis à Paris en 1926. C'est à Paris qu'elle fait la connaissance de James Joyce et Nora Barnacle . À partir de 1926, Coyle produit un nombre constant de romans, qui, selon elle, sont écrits pour gagner de l'argent plutôt que pour le mérite littéraire. A Flock of Birds (1930) est nommé par Jonathan Cape pour un prix littéraire et il arrive deuxième après A Passage to India de EM Forster. D'autres œuvres d'elle sont saluées par la critique comme Liv (1928) et son autobiographie, The Magical Realm (1943).

## Publications

### Romans[3]
- Picadilly, Dutton (New York, NY), 1923.
- The Widow's House, Dutton (New York, NY), 1924.
- It Is Better to Tell, J. Cape (London), 1927.
- Shula Agra, Dutton (New York City), 1927.
- Liv, introduction par Rebecca West, Dutton (New York, NY), 1929.
- Comme un vol d'oiseaux (A Flock of Birds), Dutton (New York, NY), 1930.
- The French Husband, Dutton (New York, NY), 1932.
- The Skeleton, Dutton (New York, NY), 1933.
- La nuit est brève (Morning Comes Early), Dutton (New York, NY), 1934.
- Undue Fulfillment, Morrow (New York, NY), 1934.
- Immortal Ease, Dutton (New York, NY), 1939.
- Who Dwell with Wonder, Dutton (New York, NY), 1940.
- To Hold against Famine, Dutton (New York, NY), 1942.

### Autres œuvres[3]
- The Magical Realm (mémoire), Dutton (New York, NY), 1943, avec une notice biographique de Siobhan Campbell, Wolfhound Press (Dublin), 1997.
- Josephine (non-fiction), illustré par Peggy Bacon, Harper (New York, NY), 1942.
- Major, and the Others (histoire courtes), Dutton (New York, NY), 1942.
- Brittany Summer, illustré par Richard Floethe, Harper (New York, NY), 1940.

## Fin de vie
Malgré une production importante, Coyle a souvent des difficultés d'argent. Au total, elle publie 19 romans et deux autobiographies. Elle quitte l'Europe pour s'installer aux États-Unis en 1937, avec l'aide financière d'amis américains. Elle vit dans le New Hampshire avec sa fille Michele, une artiste, où elle rejoint un groupe d'artistes nommé la MacDowell Colony. Pendant la Seconde Guerre mondiale, elle écrit des nouvelles pour des magazines féminins. Elle déménage ensuite à Princeton, où elle participe à des recherches sur Jeanne d'Arc et Saint Paul, et critique également des livres pour la presse. En 1951, elle déménage à Philadelphie et elle y meurt le 25 mars 1952. Le travail de Coyle connaît un nouvel intérêt à la fin du 20e siècle.